# Desmopachria cavia
Desmopachria cavia är en skalbaggsart som beskrevs av Braga och Ferreira, Jr. 2010. Desmopachria cavia ingår i släktet Desmopachria och familjen dykare. Inga underarter finns listade i Catalogue of Life.